# 籌款委員會主席
賦稅委員會主席（英語：Chairman of Ways and Means）是英国下议院首席副議長，協助議長主持下議院會議。現任賦稅委員會主席為修適士威爾德選區國會議員努斯拉特·加尼，在2020年1月8日履任。

## 沿革
賦稅委員會主席是英国下议院中的首席副議長，在議長不在席時代為主持下議院會議，同時是全院委員會的主席。
賦稅委員會主席的名稱源於在1967年已被廢除的賦稅委員會。因為這個委員會專門處理財務事宜，所以根據傳統賦稅委員會主席會主持所有有關年度預算的辯論。
該傳統可追溯至1640年代，當時的國會因防範議長與君王聯手利用稅率調整累積財富，因此在有關稅務審查相關之會議有意另派他人主持，1687年，時任文多弗選區議員理查德·漢普登在財務預算會議召開時，正式建議國會另派他人主持預算會議，委員會英文名稱“Ways and Means”即是從該次建議延伸，1826年正式明文成立賦稅委員會。
擔任此職的國會議員都是議院的資深成員，通常有常務委員會主席的經驗，也可能曾為大臣或政務次官。
自1902年和1971年起，賦稅委員會設第一及第二副主席。賦稅委員會副主席與主席一樣，在議長不在席時代為主持下議院會議，並在主席不在席時代為主持全院委員會會議，但主席有額外的職責（例如抽取私人法令草案的先後次序，以及監管委員會主席團）。由獲任開始，賦稅委員會主席和副主席都跟議長一樣，除主持會議時遇上雙方票數相同，否則不會對任何議題發言或投票。然而，與議長不同，賦稅委員會主席和副主席會保留黨籍，而且在大選時需以各自黨員身份競逐連任。賦稅委員會主席和第二副主席是議院同一方的議員，第一副主席則是和議長同樣來自另一方，令政府和反對黨在議案上的多數票不會受影響。
男性副議長在主持下議院會議傳統上的衣著是晨禮服。

## 外部連結
- 議會存檔 （页面存档备份，存于）
- 議會詞彙 （页面存档备份，存于）
- 英國廣播公司議會詞彙 （页面存档备份，存于）